# جورج إل. ليتل
جورج إل. ليتل (بالإنجليزية: George L. Little)‏ هو مصمم أزياء تقليدية أمريكي، ولد في 1950، وتوفي في 29 أغسطس 2014.

## وصلات خارجية
- جورج إل. ليتل على موقع IMDb (الإنجليزية)
- جورج إل. ليتل على موقع قاعدة بيانات الفيلم (الإنجليزية)